# نوادو ال سیسنه

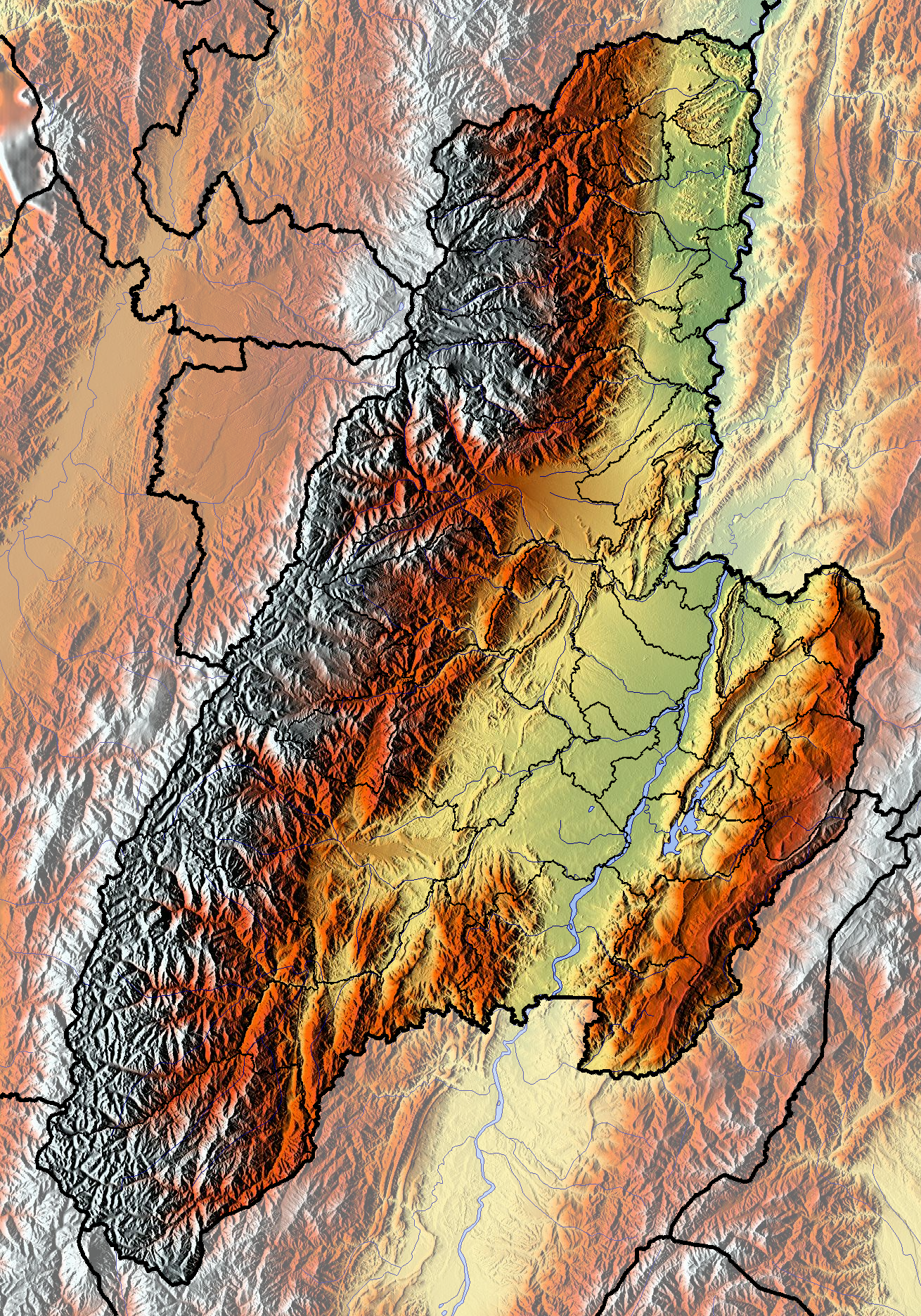
کوه نوادو ال سیسنه

نوادو ال سیسنه (به اسپانیایی: Paramillo el Cisne) یک کوه در کلمبیا است که در بخش کالداس واقع شده‌است. نوادو ال سیسنه ۴٬۶۳۶ متر بالاتر از سطح دریا واقع شده‌است.